# Дзвели Хибула
Дзвели Хибула (груз. ძველი ხიბულა) — село в Хобском муниципалитете края Самегрело-Верхняя Сванетия в Грузии.
Расположено на правом берегу реки Чанисцкали, на высоте 170 метров над уровнем моря, в 24 км от города Хоби.
Население 712 человек (2014).
Село известно как место гибели первого президента Грузии Звиада Гамсахурдии (1939—1993), здесь он провёл последние дни своей жизни.

## История
Впервые упоминается в 60-х годах XVI века.
В 2015 году дом, в котором Гамсахурдия провёл последние дни своей жизни, был приобретён одной из общественных групп, новый владелец дома заявил о готовности передать дом государству для создания в нём мемориального музея Звиада Гамсахурдия. 3 августа 2018 года приказом директора Национального агентства охраны культурного наследия этом дом получил статус недвижимого памятника культурного наследия..

## Достопримечательности
Руины средневековых построек.